# Amerika (vápencové lomy)

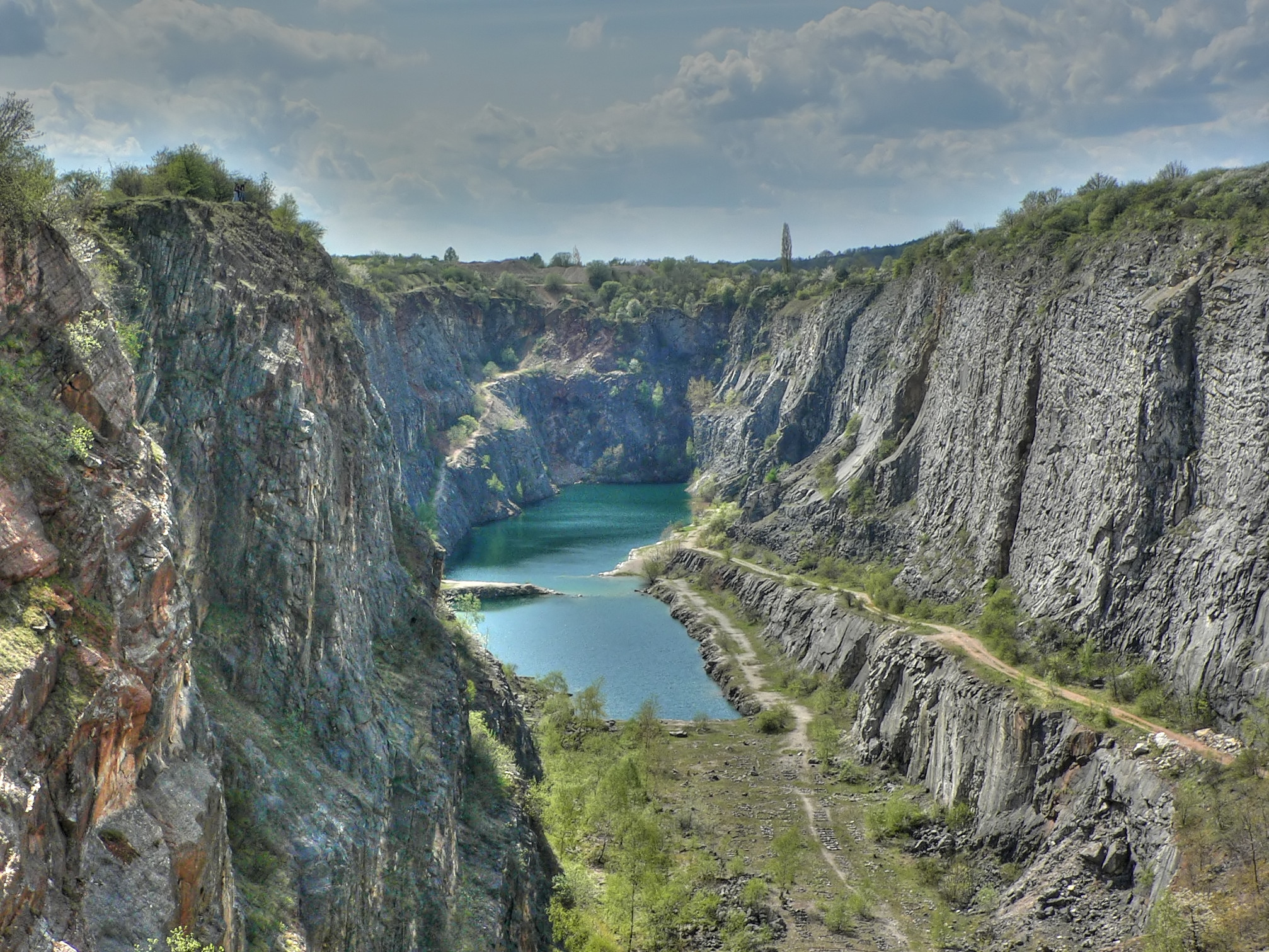
Lom Velká Amerika

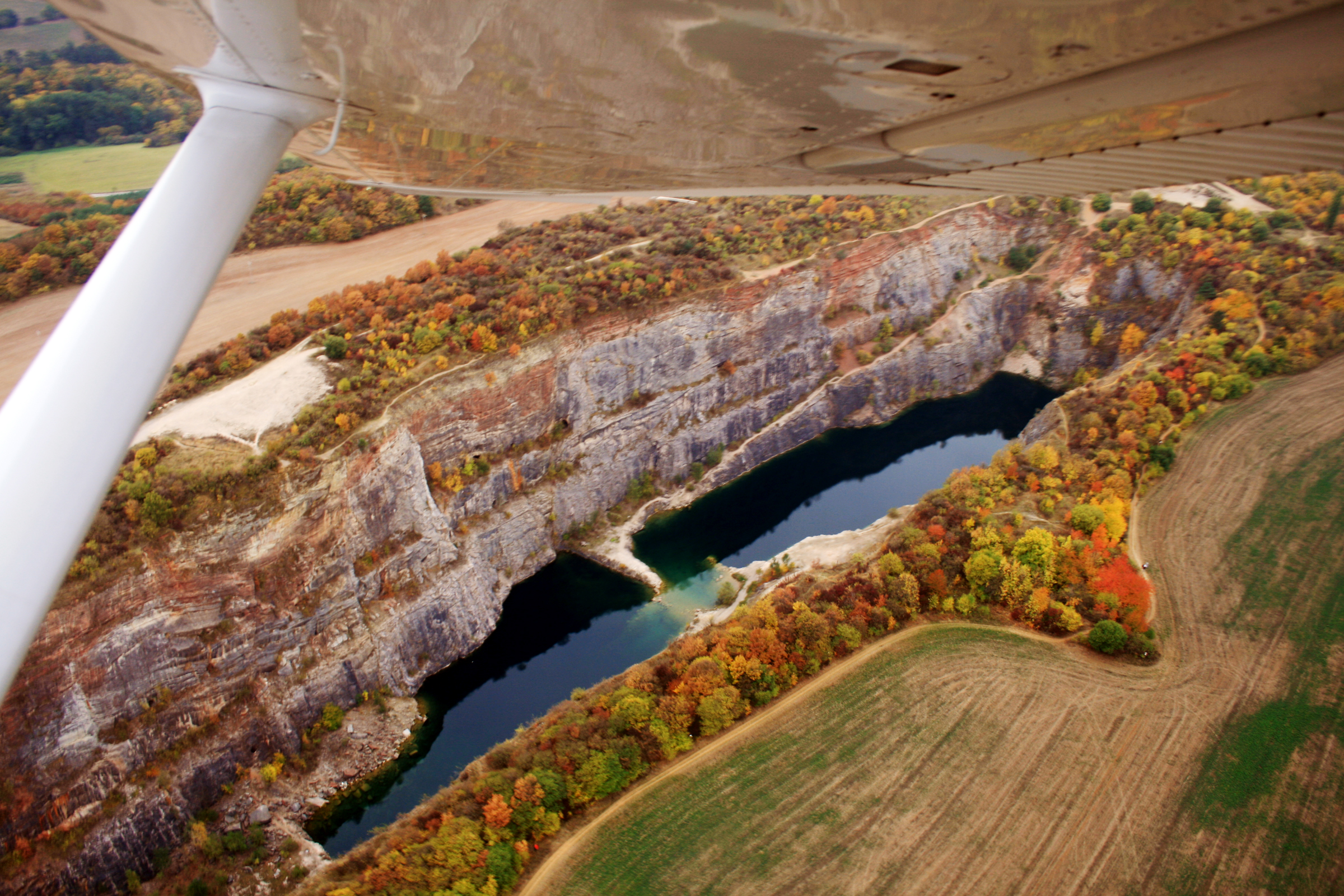
Letecký pohled na lom Velká Amerika

Amerika je název pro soustavu jámových vápencových lomů v Českém krasu, které jsou propojené podzemními štolami. Mezi nejznámější patří Velká Amerika, Malá Amerika a Mexiko, několik dalších větších i menších lomů se nachází v okolních lesích.

## Poloha
Nachází se u obce Mořina v Českém krasu, poblíž hradu Karlštejn. Názvy jednotlivých lomů jsou druhotné a vzešly ze značné části z trampského prostředí. Konkrétně název Amerika je doložen pro samotu, nacházející se poblíž dolů, již z roku 1859 (viz Amerika (Karlštejn)).

## Historie
V 19. století v Českém krasu vznikla řada nových vápencových lomů pro potřeby rozvíjejícího se průmyslu, zejména pak kladenských železáren a oceláren. V roce 1878 zde majitel hutí Pražská železářská společnost (Prager Eisen-Industrie Gesellschaft) se sídlem ve Vídni začal zavádět Thomasův způsob výroby oceli. Právě thomasování místních dříve špatně hutnitelných rud znamenalo velkou konjunkturu pro celý kraj a značný nárůst těžby potřebných surovin (železná ruda, uhlí, vápenec, žáruvzdorné suroviny) a další související výroby. Vápenec se v hutích používal jako struskotvorné činidlo při výrobě surového železa a zásadité činidlo při výrobě oceli.
Vzhledem k tomu, že staré lomy u Tachlovic nemohly již pokrýt narůstající spotřebu, bylo přikročeno k vyhledání a otevření nových ložisek kvalitního vápence. Stávající část Kladensko-nučické dráhy byla od Tachlovic protažena do prostoru obce Trněný Újezd, kde 1. října 1891 Pražská železářská společnost otevřela lom Čižovec. Pro malou mocnost ložiska byla trať dále protažena až k obci Velká Mořina (Gross Morzin). Vzhledem k tomu, že už v minulosti tvořily lomy u Trněného Újezda s Mořinou jeden organizační celek, bývá rok 1891 považován i za rok otevření lomů u Mořiny. Vlastní ložisko v prostoru dnešních lomů Amerika bylo ale otevřeno až v roce 1900. Nezbytnou roli zde hrála železnice, tedy již zmíněná Kladensko-nučická dráha. Dnešní lomy Amerika byly nejprve otevřeny od východu z peronu Kozolupy. Po protažení železnice k místu tehdy zvanému „V soudném“ zde byl vybudován hlavní závod Lomů Mořina. Toto místo dostalo název Amerika podle nedaleké usedlosti Kopanina, zvané též Amerika. Z peronu Amerika byl otevřen stejnojmenný lom.
Podle směru těžby a dopravy na obě jmenovaná nákladiště zde vznikly dva velké lomy Amerika a Kozolupy. Lom Amerika byl rozdělen výrazným zlomem na dvě vzájemně posunuté části dnes nazývané Velká Amerika a Trestanecký lom (Mexiko). Lom Kozolupy dnes tvoří východní část Velké Ameriky. Pozdější spojení lomu Amerika do jedné těžební jámy znemožnila halda založená na již zmíněném zlomu. Lomy byly na pěti patrech otevřeny několika štolami (1., 2., 3. patro), nižší obzory úklonnými jámami a hlavní vlečnou jámou. Ložisko bylo též rozfáráno dopravními mezipatrovými úpadnicemi, svážnými a několika kolmými jámami. Průzkumné chodby se až na malé výjimky nerazily. Zanedbání řádného ložiskového průzkumu později způsobilo velké potíže hlavně v Budňanském a Severním ložisku, která byla neuváženě otevřena dlouhými překopy, znamenajícími značné investice. V Budňanech bylo naprojektováno několik hlubokých a rozsáhlých lomů, ale příčné zlomy ložisko rozdělily na posunuté bloky, které podle tehdejších mezí dobyvatelnosti nebylo možné dále rozšiřovat a spojovat. Pořádný průzkum zde proběhl až v letech 1943-44. Ložiskové podmínky způsobily nedostatečné rozvinutí těžebních etáží, to prakticky znemožňovalo nasazení bagrů a znamenalo postupné zastavení těžby v Budňanech. Otvírka Severního ložiska se nakonec pro značné zkrasovění nerealizovala vůbec, i když sem byl vyražen několik set metrů dlouhý „Severní překop“. Při postupu Severního překopu byla v tzv. „Podložním ložisku“ zastižena přes jeden metr mocná dolomitizovaná poloha vápenců, která byla zkušebně dvěma komíny těžena na výrobu žáruvzdorného materiálu. Během války byla prakticky vytěžena západní část lomu Amerika (Trestanecký lom, Mexiko) i se souvisejícími pracovišti 10, 11, 12. Proto se začala připravovat otvírka hlubších pater tehdy opuštěného lomu Kozolupy, kde bylo možno nasadit bagry. Po válce se těžba soustředila hlavně na východní část lomu Amerika a lom Kozolupy (obojí dnešní lom Východ či Velká Amerika), dále v menším rozsahu na severně ležící lom v Podložním ložisku, dnes zvaný lom u Kozolup, a pracoviště „Nová 12“. Později se těžba přesunula na Čeřinku a Holý vrch.
V roce 1937 projevilo ministerstvo národní obrany zájem o tehdy opuštěný lom Holý vrch, kde se během roku 1938 začal budovat sklad chemických bojových látek. Tento nedostavěný sklad byl po válce odtěžen. Později, během roku 1944, byly – podobně jako mnohá jiná místa – lomy v oblasti Ameriky a Holého vrchu zvažovány pro případné umístění podzemní zbrojní výroby, ale vzhledem k různým okolnostem se tyto plány nerealizovaly. Veškeré zkazky o podzemní výrobě v oblasti Amerik patří do oblasti mýtů. V Trestaneckém lomu fungoval za druhé světové války pracovní tábor pro zločince a v letech 1945-1946 zde byli umístěni z různých důvodů uvěznění či v zajetí držení Němci.
V roce 1945 byla celá Pražská železářská společnost znárodněna. Od roku 1946 byla přejmenována na Středočeské uhelné a železnorudné doly, n. p., se sídlem v Kladně. V roce 1950 byl vytvořen podnik nový, Železnorudné doly, n. p., Nučice, kam přešly i vápencové lomy Mořina. S nástupem komunistického režimu došlo také ke zřízení tábora nucených prací pro politické vězně v Trestaneckém lomu, jenž byl v provozu mezi lety 1949 a 1953, zařízení je označováno jako jeden z nejhorších komunistických pracovních táborů pro politické vězně, pamětníky zvaný „český Mauthausen“ či „vápencové peklo Mořina“.
V souvislosti s útlumem těžby železné rudy v Nučicích přešel v roce 1958 celý tento podnik pod Železnorudné doly a hrudkovny, n. p., Ejpovice. Během konce padesátých a počátkem 60. let se těžba postupně přesouvala na lom Čeřinka. Za rok ukončení důlního provozu v oblasti Ameriky lze považovat rok 1963, k definitivnímu ukončení však došlo až v roce 1964. Menší pracoviště, „komíny“ v Budňanech byly po skončení války postupně opuštěny. V roce 1945 pracoviště 15 (Příroďák) a tzv. Pusťák, do roku 1948 Velká hora, v roce 1958 lom Školka (tzv. Malá Amerika).
Po útlumu se lomy Mořina, Holý vrch a Tetín v roce 1964 staly samostatným závodem Železnorudných dolů a hrudkoven Ejpovice (pozdější RND Ejpovice) a zaměřily se na výrobu kameniva a na doplňkové činnosti. Roku 1977 závod přešel pod n. p. Rudné doly Příbram.
V roce 1993 byl závod privatizován a začleněn do společnosti ČEZ. V lednu 1994 pak došlo spolu se společností Českomoravský cement, a. s., k ustavení společnosti Lomy Mořina, spol. s r. o. V současnosti probíhá těžba vápenců pro odsiřování elektráren a saturačních vápenců pro cukrovary a výrobu cementu. Závod vyrábí kamenivo v lomech Čeřinka, Holý vrch a Tetín.
Systém lomů Amerika je ale již využíván druhotně a jen z malé části, neboť v jeho areálu se nachází jen sídlo firmy a je zde částečně zpracováván a nakládán na železnici materiál z Čeřinky.

## Technologie těžby
Původní technické řešení těžby vápence bylo obvykle následující:
Nejprve proběhl průzkum pomocí malých sond a průzkumných rýh, který vytyčil ložisko, byly ověřeny technologické vzorky kamene, průzkumné štoly se zde v zásadě nikdy nerazily. Ložisko bylo směrně rozfáráno hlavní chodbou, z které se otevíraly odbočky, z nichž byly vyraženy dovrchní komíny, sloužící pro sypání materiálu. Dole v chodbě se kámen ručně roztloukal a nakládal do vozů. Komíny byly postupně těžbou rozšiřovány do tvaru nálevky. Postupně se dno komínu rozšiřovalo, až vznikl prostor, kde bylo možno kámen lépe lámat, roztloukat a nakládat do vozíků důlní drážky. Rozvinutí těžebních etáží bylo zásadním předpokladem pro efektivní těžbu. Tento způsob těžby se nazývá nálevkování či mlýnkování. Výhodné bylo otevřít více komínů vedle sebe a ty propojit do jedné etáže. Během vyřizování prvního patra bylo toto patro podsednuto níže založenou chodbou na hlubším patře a do dna patra prvého byly zespodu raženy nové komíny.
Otvírka komínů byla pomalá a trvala mnohdy několik měsíců, po rozvinutí etáží se těžba urychlila, mohlo zde být nasazeno více skalníků a později (40. léta) mechanizace (bagry). Kde se kámen nestřílel clonově z velkých vrtů, stěny pro odstřel navrtávali skalníci pneumatickými vrtacími kladivy přímo ve stěně, jištěni či dokonce i zavěšeni do lan. Odstřely mnoha děr se děly elektricky. Odstřelený kámen se ručně roztloukal na požadovanou hrubost a i nakládání probíhalo výhradně ručně (než byly ve 40. letech nasazeny na velké clonové odstřely bagry). (Pozn.: podkopový způsob těžby, kdy se podláme stěna a čeká se, až spadne, se zde nikdy nepoužíval - v té době byly tyto nebezpečné způsoby již přísně zakázány).
Výškové rozdíly při dopravě kamene byly překonávány pomocí úpadnic, svážných a kolmých šachet. Užívalo se vzduchových a elektrických vrátků. Systém Amerika - Budňany je nejrozvinutějším příkladem nálevkovací dobývací metody v České republice. Postupně zde vzniklo kolem 10 km štol vystrojených drážkou v pěti těžebních patrech a řada menších i větších pracovišť. Jedná se o technickou památku evropského významu.
Nejvhodnější část ložiska pro těžbu byl lom Amerika (Trestanecký), kde vrstvy vápence zapadaly prudce až skoro kolmo – zde se v těžbě rychle pokračovalo do hloubky. V části na východě, zvané Kozolupy, byly vrstvy vápence ukloněné, ložisko bylo vytěženo v užším pruhu a před 2. sv. válkou opuštěno. Kvůli úklonu vrstev se jeden čas uvažovalo o těžbě systémem podzemních komor, to se ale nerealizovalo a těžba se sem začala vracet až po 20 letech za 2. sv. války. V lomech postupně vznikl složitý dopravní systém chodeb, úpadnic s vrátky a dalšími dopravními díly. Problémem se ukázalo starší zakládání hald nad nebo v blízkosti ložiska, to ztěžovalo prohlubování těžby. Za 2. sv. války byla západní část lomu Amerika skoro vytěžena a bylo přikročeno k přibírce jihovýchodní stěny v celé její výšce - dělo se tak členitými zálomy (lávkováním), kde odstřelený kámen padal hluboko na dno lomu. Z důvodu této přibírky byla přeložena i hlavní těžná chodba na 3. patře. V té době se znovu otevírala část Kozolupy a intenzivní těžba probíhala v lomu Budňany v Karlštejnském polesí.
Zatímco část Amerika a Kozolupy byla díky příznivým ložiskovým poměrům otevřena a těžena bez větších problémů, ložisko Budňany bylo otevřeno bez důkladného ložiskového průzkumu. Plánovaly se zde srovnatelné lomy, jako je dnes lom Amerika a Kozolupy. Předpoklady o podobné horninové stavbě vedly k výstavbě velkého lomu Budňany a ražbě nákladných otvírkových překopů. Příroda však překvapila, ložisko bylo rozlámané na jednotlivé vzájemně posunuté vápencové kry, které neumožnily otvírku velkých lomů, severní část byla navíc značně zkrasovělá, plná jeskyní a hlíny. Zlomy, hlína a jeskyně byly největší nepřátelé starých lamačů, hlína se špatně nakládala, jeskyně komplikovaly těžbu a zlomy těžbu mnohdy přímo vylučovaly.
Největší konjunkturu zažil lom Budňany za 2. sv. války, kdy zde na několika pracovištích probíhala příprava pro těžbu i samotné lámání kamene. Ložiskové obtíže vedly k většímu prozkoumání ložiska pomocí kopaných sond (rýh) a mělkých vrtů, koncem války se začal otevírat nový lom Velká hora a byly podniknuty přípravy k otevírce ložisek na Boubové mezi Bubovickým potokem a Kačákem. Zatímco lom Velká hora byl přes značné zahlinění nakonec otevřen, chodba k Bubovickému potoku vyražena nebyla. Těžba v Budňanském lomu se ukázala jako neefektivní a rozdělané ložisko bylo postupně z větší části opuštěno, s výjimkou lomu Školka (Malá Amerika), kde se těžilo až do roku 1958.
Po válce byla postupně zrušena kolejová doprava v lomech a nahrazena automobilovou dopravou (krom kolejové dopravy překopem z lomu Školka - Malá Amerika).

## Neoficiální aktivity a turistika
Lomy Amerika se již brzy po ukončení těžby v 60. letech staly oblíbeným cílem především pro trampy a nudisty. Převážně pololegálně působila na území lomů Mořina také řada jeskyňářských a montanistických skupin, zabývajících se dokumentací krasových jevů i historického podzemí. Neoficiální rekreační aktivity se ale z několika důvodů nesetkávaly s pochopením úřadů - byl poškozován majetek podniku, docházelo ke smrtelným úrazům, konfliktům s báňským zákonem, zájmy ochrany přírody (například zimovišť netopýrů) a nelze opomenout ani politické důvody. Až do počátku 90. let tak na místě probíhaly policejní zátahy zaměřené proti návštěvníkům. Dalším způsobem, jak návštěvnost usměrnit, bylo budování překážek. Budoucí osud této výjimečné technické a přírodní památky není kvůli komplikovaným střetům zájmů mezi více stranami dosud uspokojivě vyřešen.
Kolem roku 2000 byla okolím lomů vyznačena turistická značená trasa. Žlutě značená trasa č. 6161 o celkové délce 5 kilometrů vychází od Dubu sedmi bratří nedaleko Karlštejna k vyhlídce na západním okraji Malé Ameriky, pokračuje podél jižního okraje Malé Ameriky, pak severní stranou obchází areál Lomů Mořina i lom Mexiko, u východního konce lomu Mexiko z ní vychází odbočka k památníku politických vězňů u vyhlídky na lom, pak trasa pokračuje po severním okraji Velké Ameriky až k velkému parkovišti a silnici a pak k jihu do Mořiny.

## Popis systému

### Oblast Východ
Oblast Východ, tak, jak je chápána dnes, se nachází východně od areálu Lomů Mořina. Tvoří ji následující lomy:
- Lom Velká Amerika (Východní lom, lom Východ), 49°57′34″ s. š., 14°11′55″ v. d., velikost asi 750×150 metrů, hloubka bývá udávána v rozmezí 67 až 80 metrů, největší ze zdejších lomů. Dno lomu je na úrovni 322 m n. m. (6. těžební patro, žádný jiný lom do tohoto patra nezasahuje). Po úroveň 335 m n. m. (5. těžební patro, západní polovina dna lomu) je zatopen.
- Lom U Kozolup (též Starý lom u Kozolup, Kouřící lom, Severní ložisko, Askalona, Sluneční lom), 49°57′38″ s. š., 14°11′37″ v. d., na západě navazuje malý Půlnoční lom či Půlnoční lůmek, 49°57′38″ s. š., 14°11′33″ v. d.: Lom u Kozolup v rozloze 2,00 ha je od 7. října 1981 chráněn jako přírodní památka, významná paleontologická lokalita.
- Mexiko (Trestanecký lom, Deštivý lom, lom Schniloušák), 49°57′23″ s. š., 14°11′28″ v. d., 300 m dlouhý, 100 m široký, 80 metrů hluboký. Lidové názvy vycházejí z toho, že na dno lomu nesvítí nikdy slunce. Na dně je několik menších jezírek.

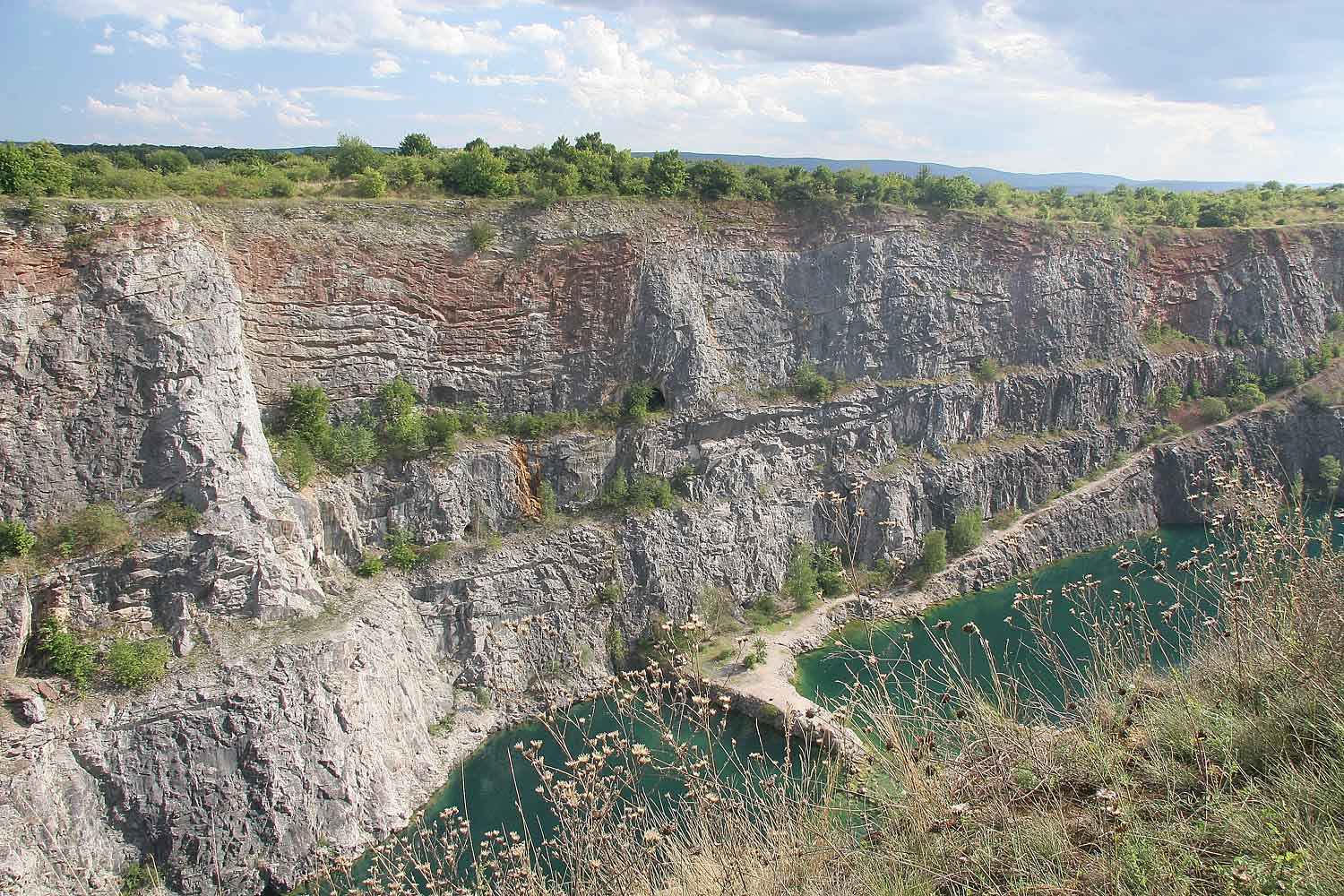
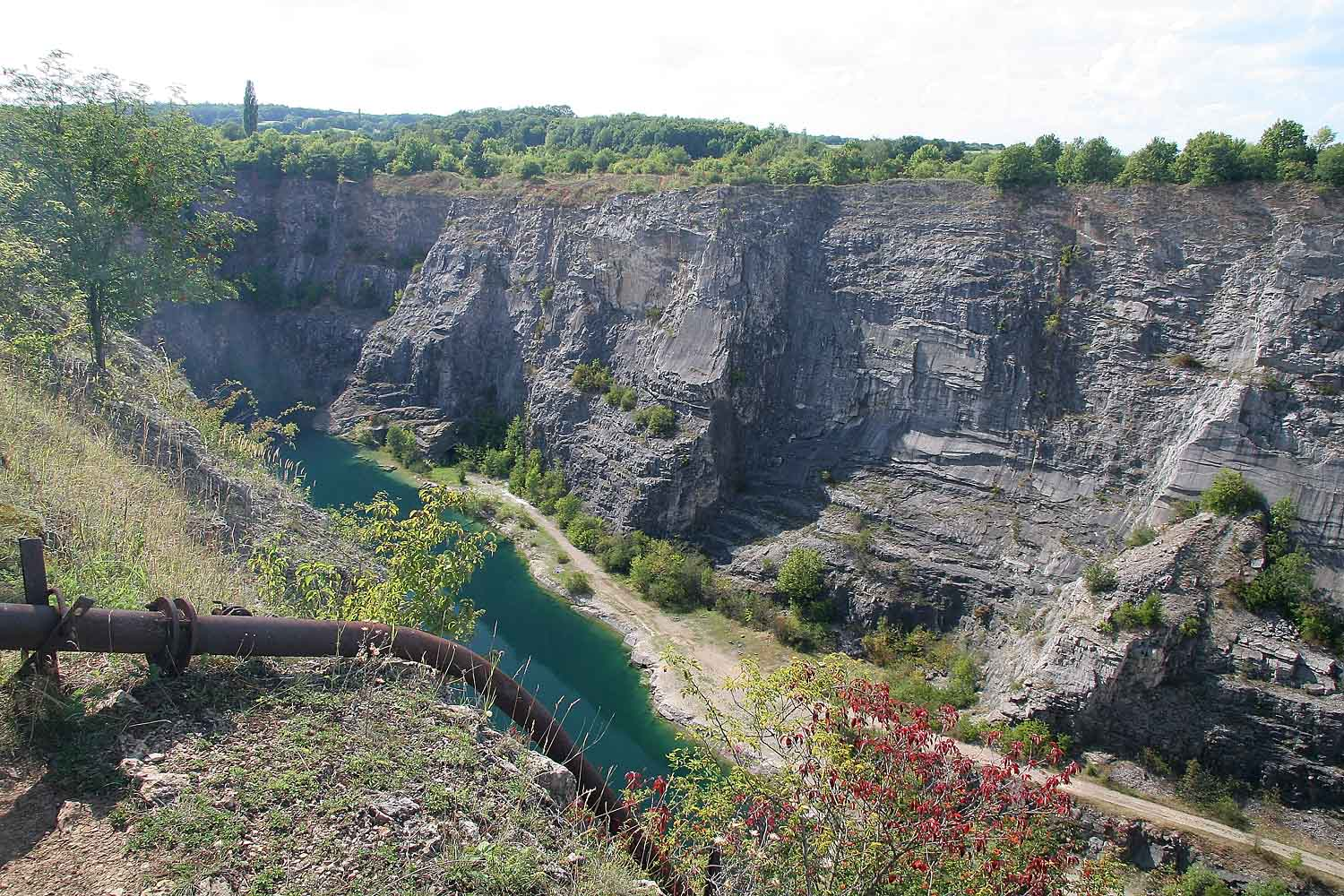
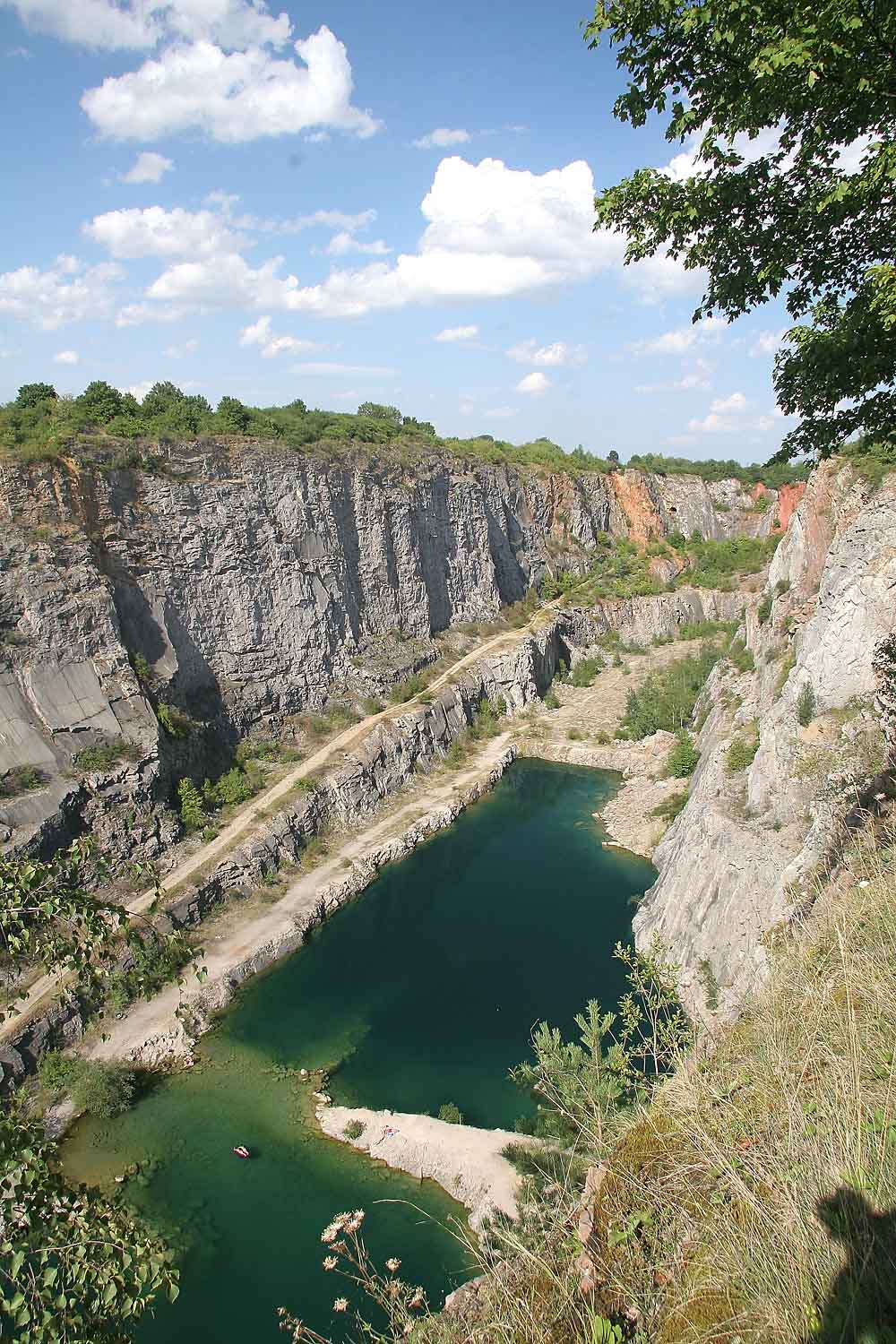
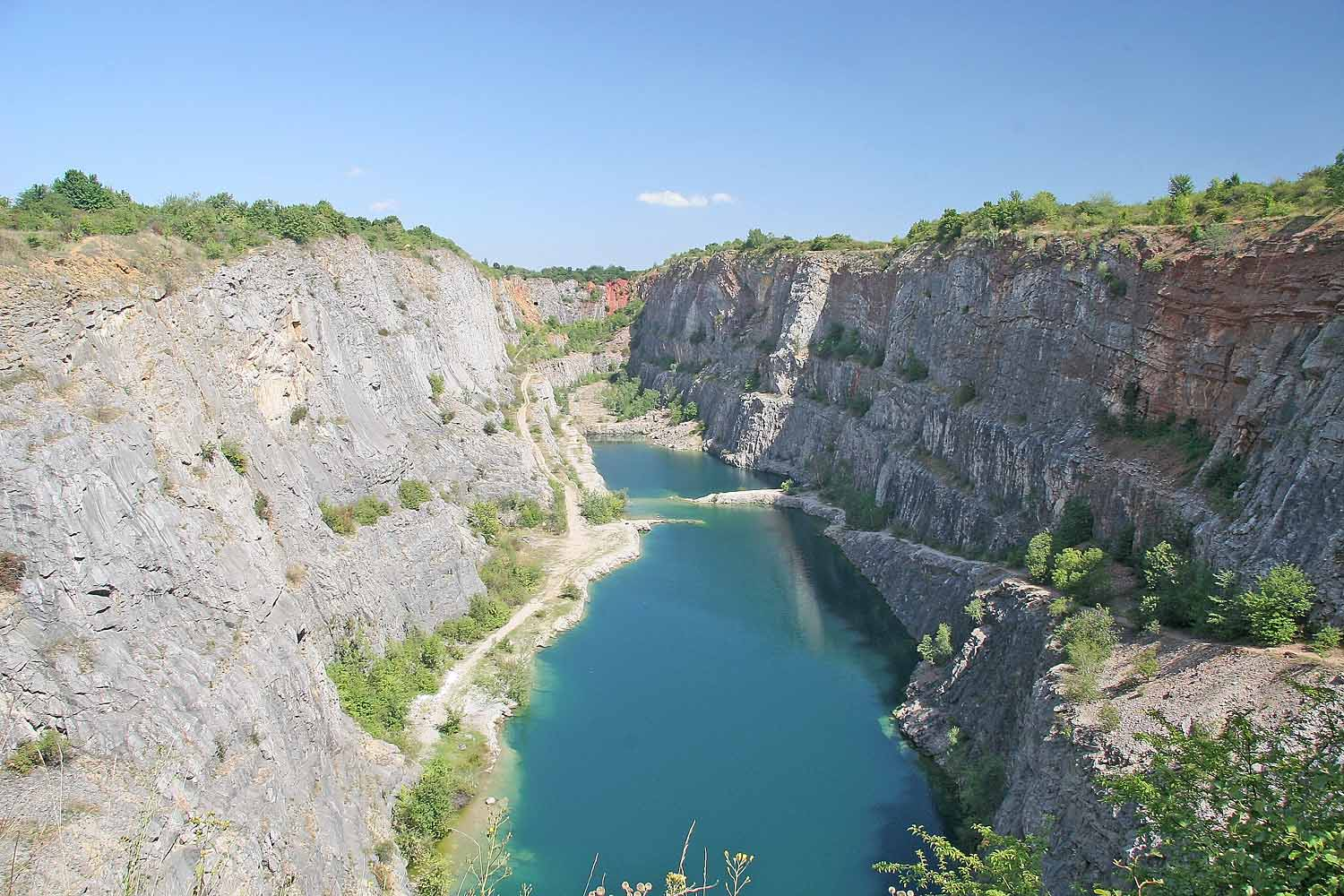
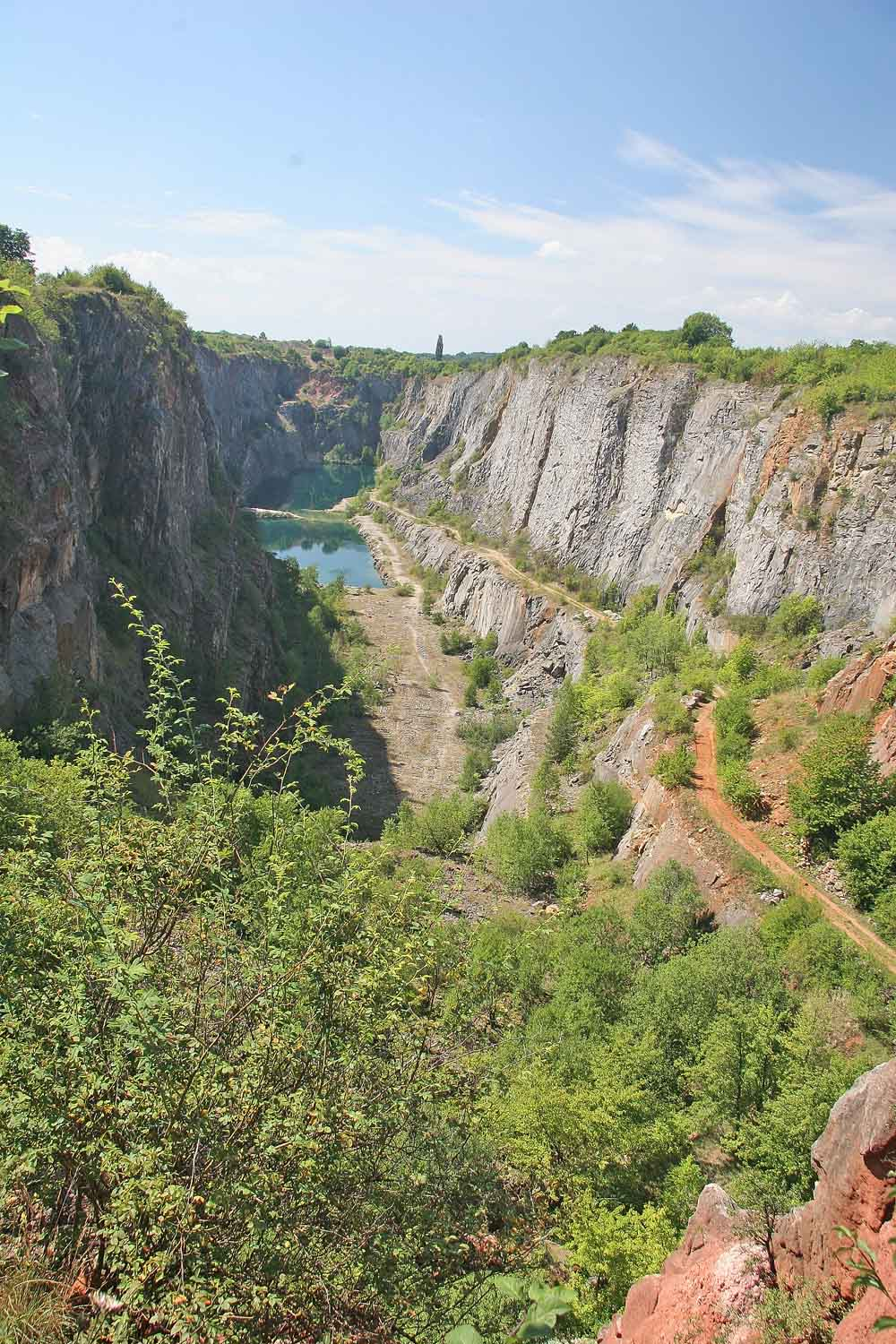
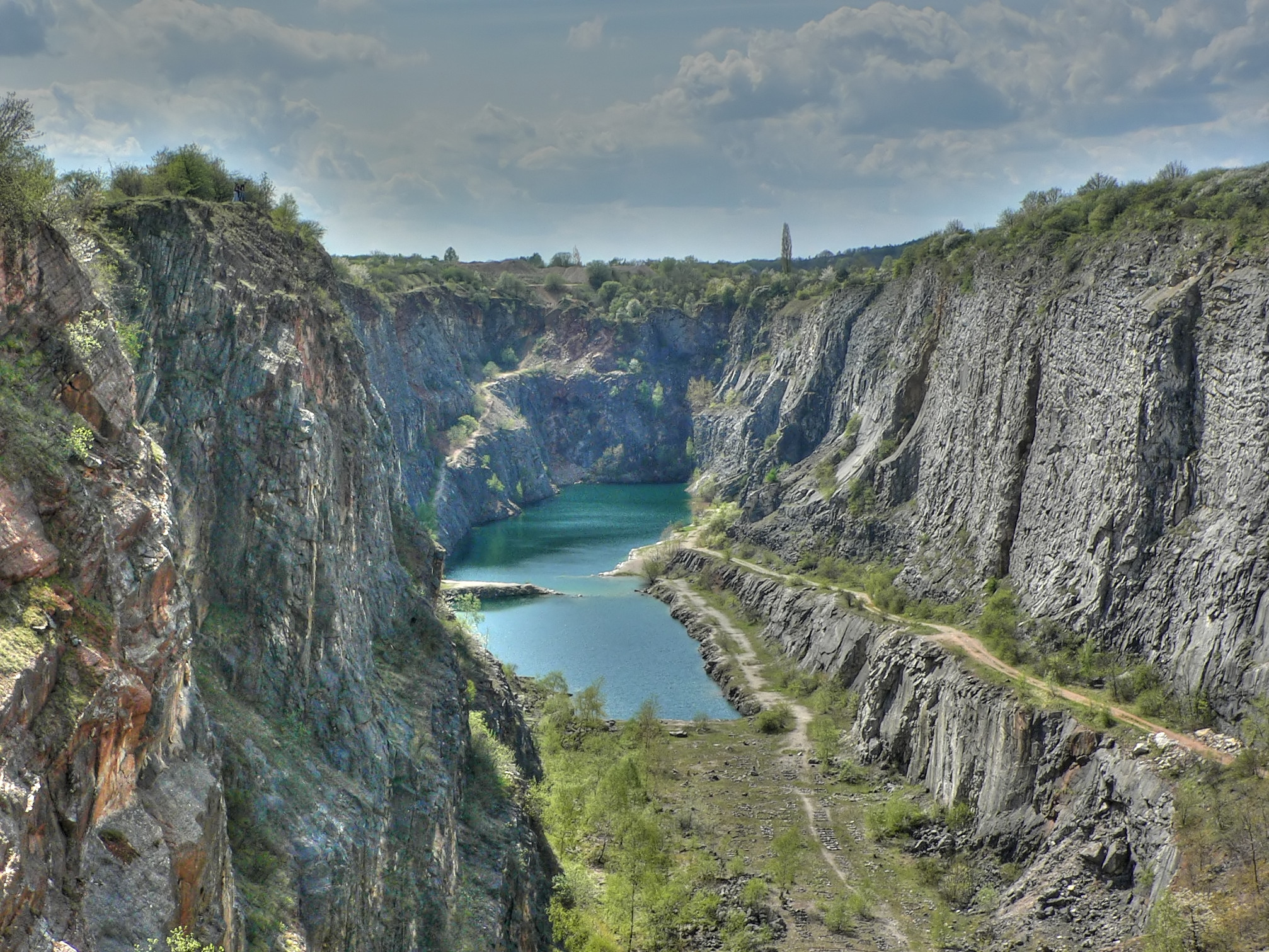
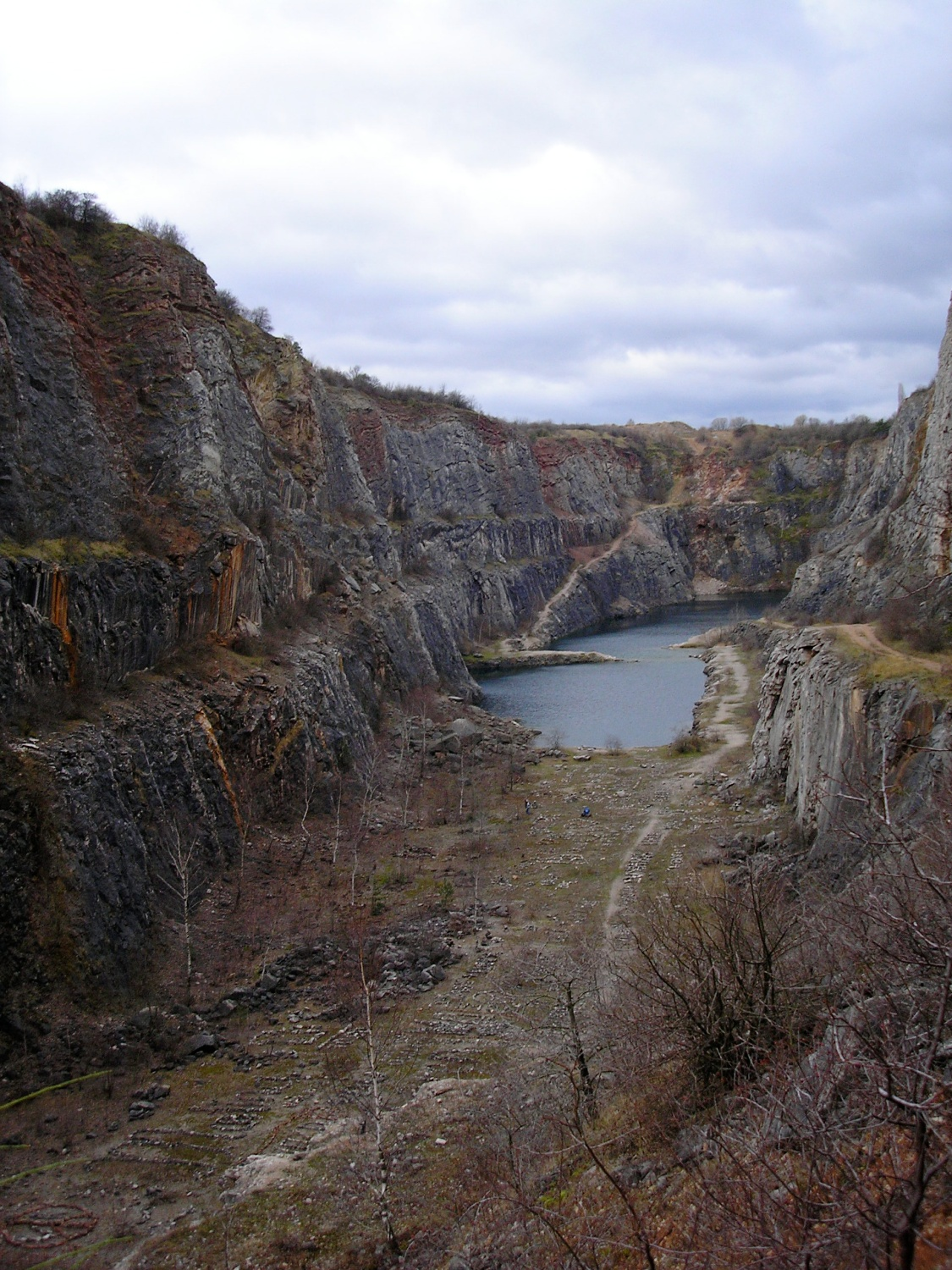

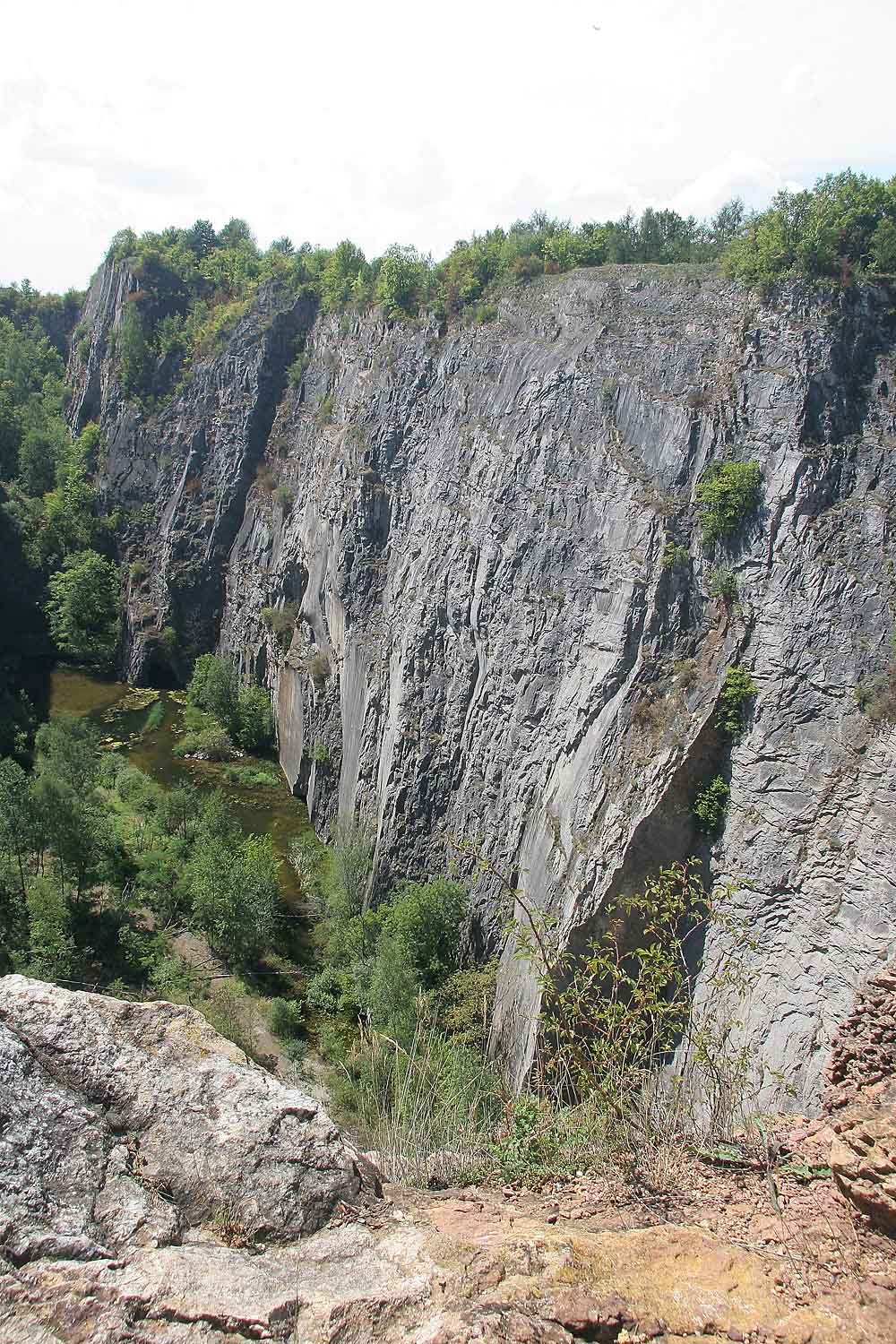
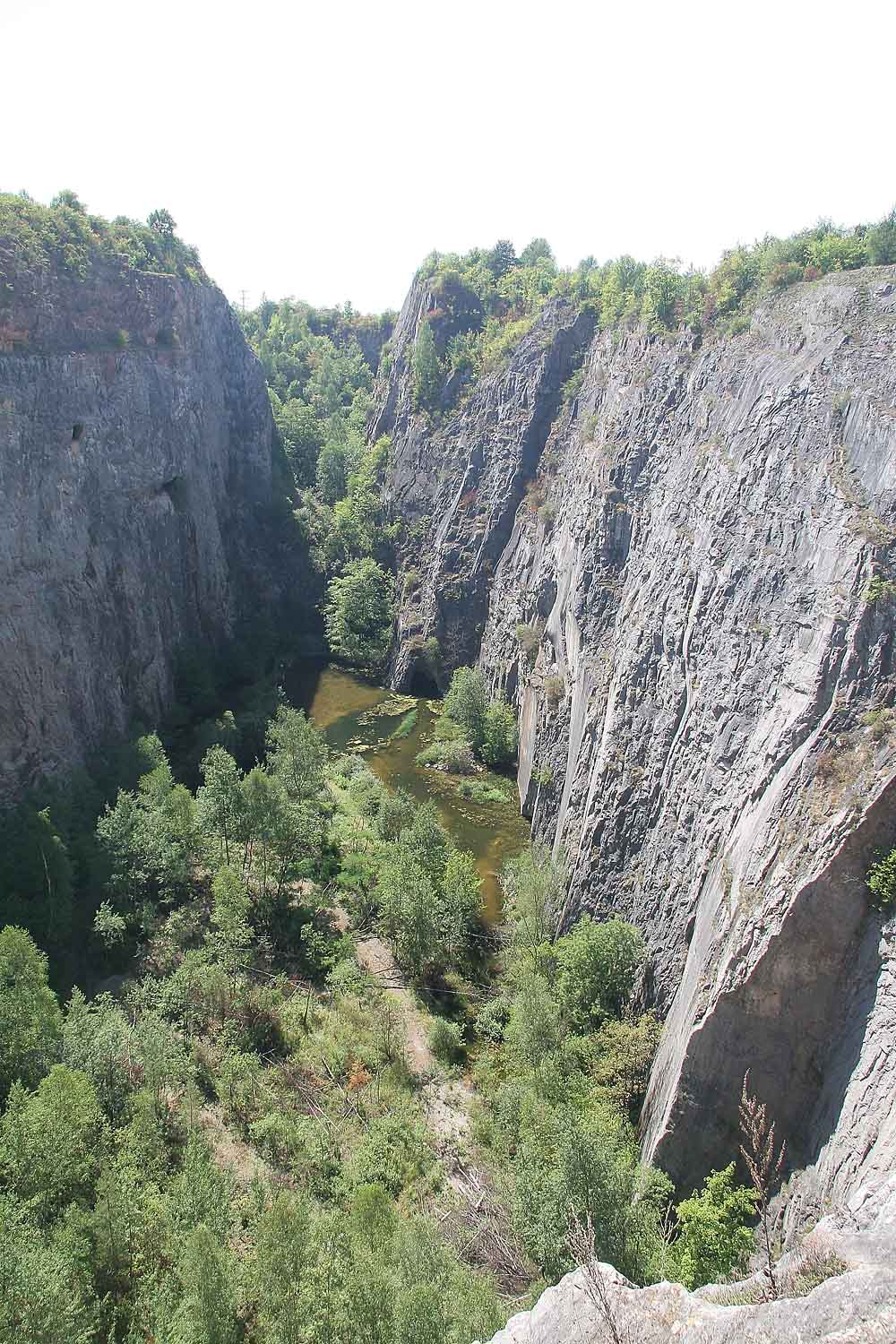
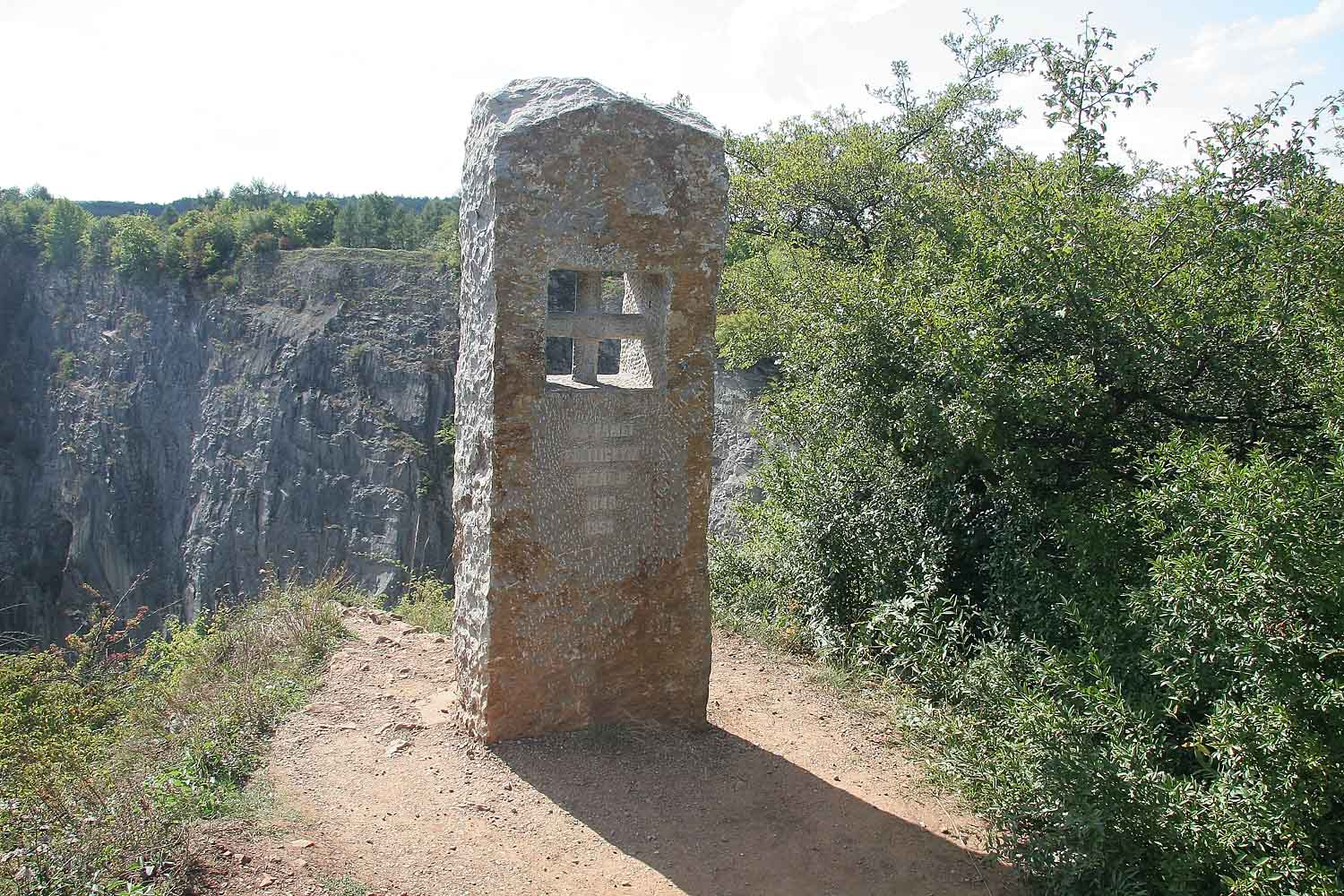
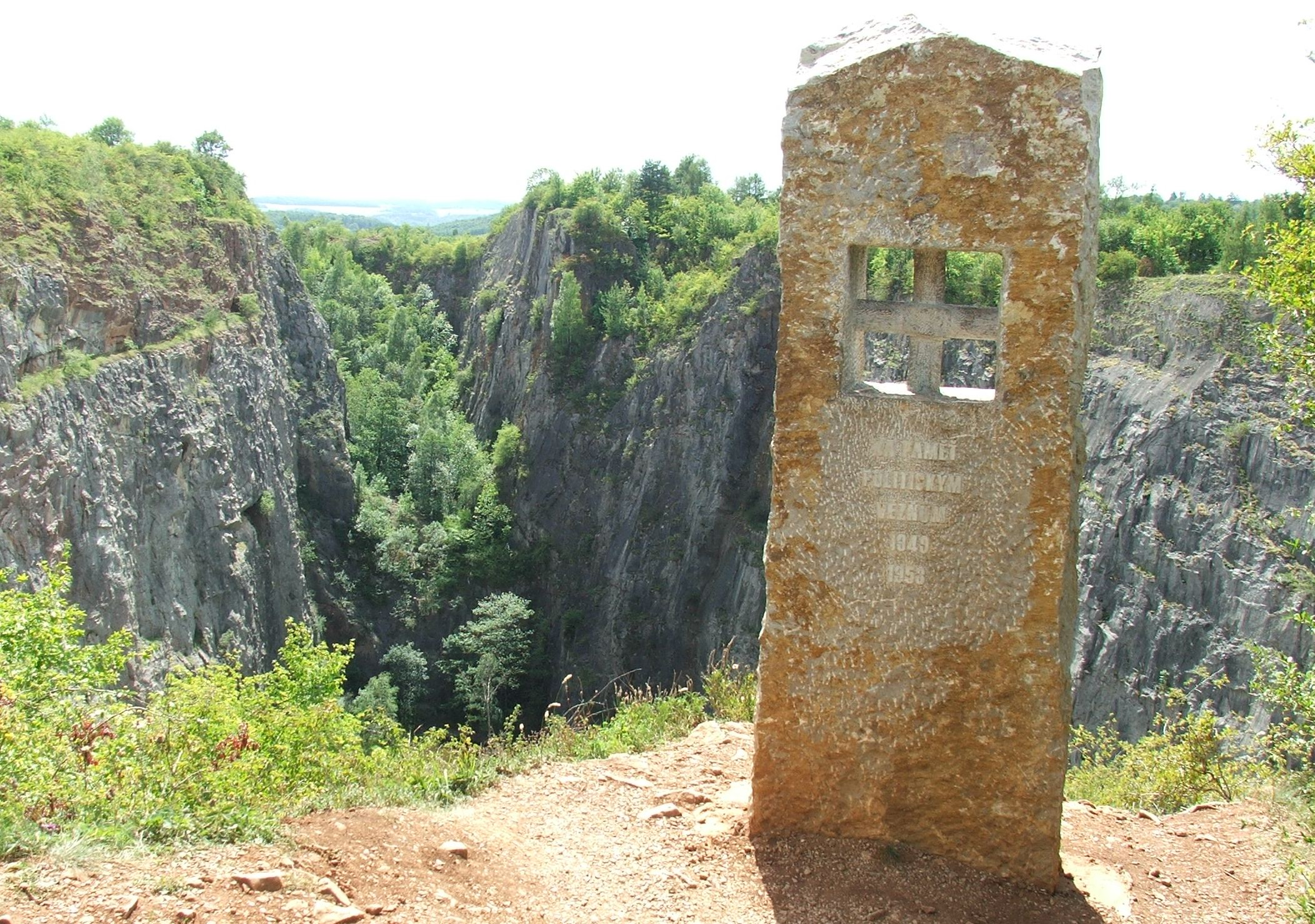

Velká Amerika
Mexiko (Trestanecký lom)

### Oblast Západ

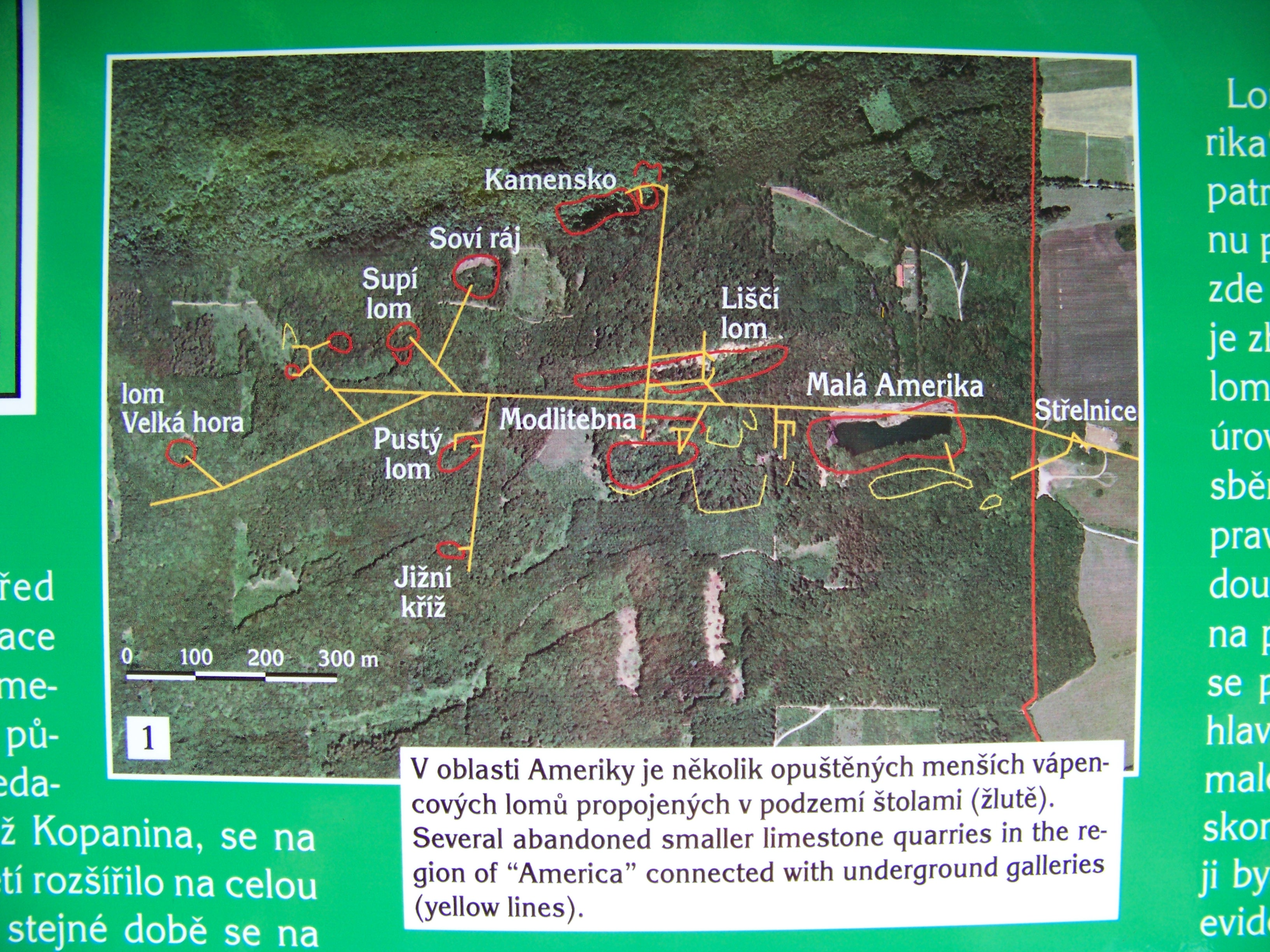
Schema západní části lomového komplexu

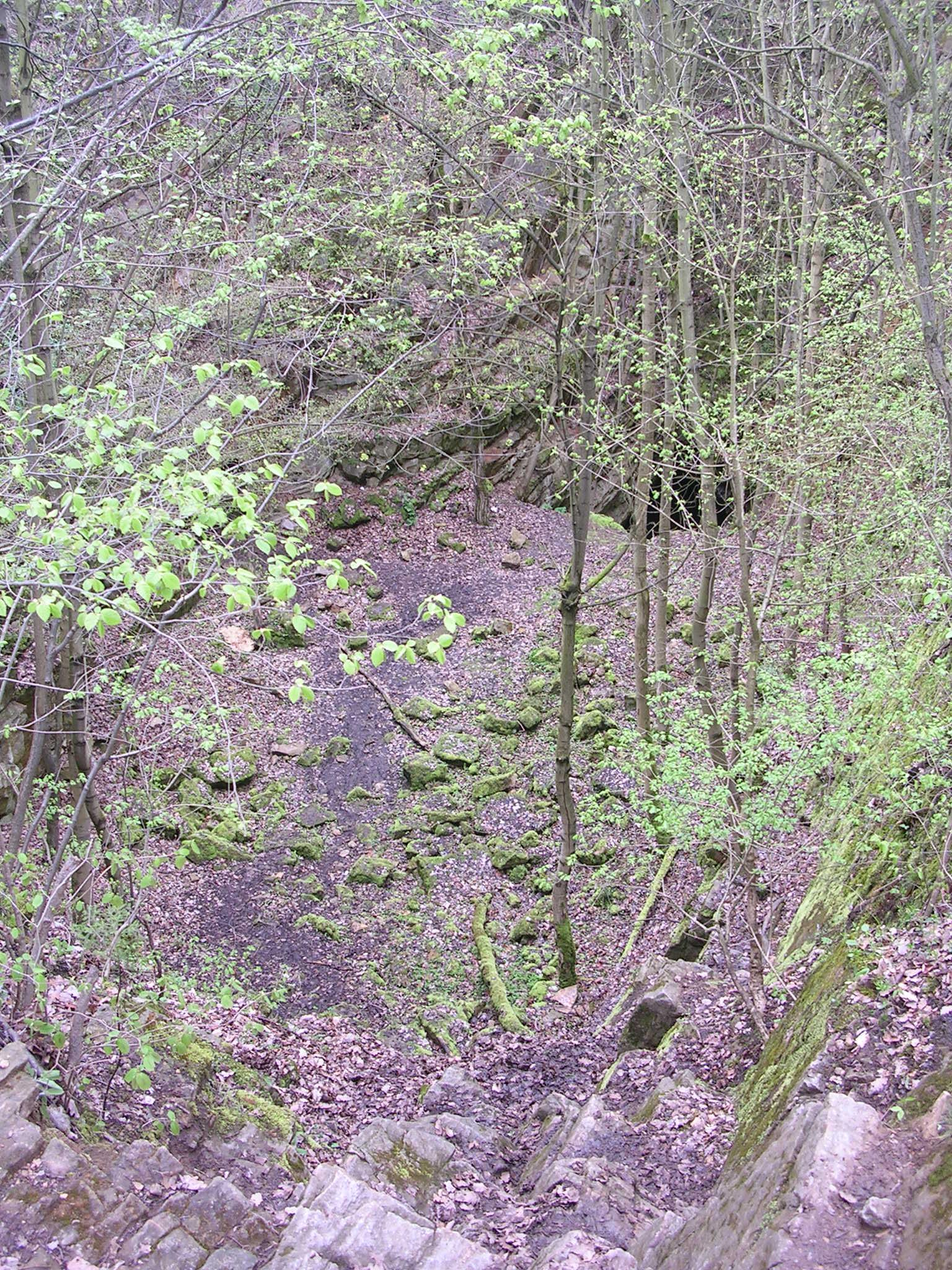
Pustý lom.

Oblast Západ se nachází západně od areálu lomů Mořina, kromě Kanady a Stotřicítky na území NPR Karlštejn. V této oblasti se nacházejí lomy zvané:
- Kanada (Nové dvanáctky), lom s Azurovým jezerem přímo u areálu Lomů Mořina, 49°57′16″ s. š., 14°11′5″ v. d., je zde skládka a odkaliště, vraty do ní ústí Hlavní sběrná štola ve 3. těžebním patře
- Stotřicítka (Staré dvanáctky, Zasypaný lom), 49°57′16″ s. š., 14°10′55″ v. d., vraty do ní ústí Hlavní sběrná štola ve 3. těžebním patře
- Lom Malá Amerika (Rešná, Nákladový lom, Amerika, Školka), na dně Rešenské jezero, 49°57′15″ s. š., 14°10′34″ v. d., asi 150 metrů dlouhý lom. Dno lomu je zatopeno, poloostrůvek u severní strany lomu je přístupný jen po vodě nebo horolezecky z tzv. galerie, tj. z oken tzv. hlavní štoly či podzemními chodbami. Nadmořská výška dna lomu Malá Amerika je 348 m (5. těž. patro) a do 4. těž. patra je lom zaplaven vodou. Severním okrajem lomu ve 3. těž. patře (375 m n. m.) vede Hlavní sběrná chodba, která je s úrovní 4. těž. patra spojena svislou šachtou. Hlavní sběrná chodba má směrem do lomu řadu otvorů (oken), proto se v tomto úseku nazývá Galerie.
- Podkova (Budňanský lom), 49°57′13″ s. š., 14°10′17″ v. d., dno na úrovni 3. těžebního patra, vedla k ní dnes neprůchodná Podkovácká štola z Hlavní sběrné štoly
- Modlitebna, cca 49°57′15″ s. š., 14°10′17″ v. d., dno je na úrovni 2. těžebního patra, volně přístupné stezkou po povrchu
- Liščí lom (Foxárna), 49°57′17″ s. š., 14°10′21″ v. d., dno je na úrovni 2. těžebního patra, přístupné štolou ze dna Modlitebny
- Želva, 49°57′16″ s. š., 14°10′14″ v. d., propojená s Liščím lomem, dno je na úrovni 2. těžebního patra, přístupné štolou ze dna Modlitebny
- Lom Malé Kamensko (Malý přírodní lom), 49°57′25″ s. š., 14°10′17″ v. d. (?), k oběma Kamenským lomům vedla Kamenská (Gaiblerova) štola (dnes několikanásobně zavalená) na sever od Liščího lomu v úrovni 2. těžebního patra.
- Lom Kamensko (Velké Kamensko, Amerika, Velký přírodní lom), 49°57′24″ s. š., 14°10′13″ v. d. (?), dno je na úrovni 2. těžebního patra
- Lom Soví ráj (Velikonoční lom, Fotbalák), 49°57′20″ s. š., 14°10′4″ v. d. (?), vede k němu Velikonoční štola (zavalená) na severovýchod z Jahodové štoly ve 3. těžebním patře.
- Supí lom (Ptačí lom), 49°57′17″ s. š., 14°10′ v. d. (?), vede k němu Jahodová štola na severozápad od Hlavní sběrné štoly ve 3. těžebním patře
- Pustý lom (Rokle růží), 49°57′12″ s. š., 14°10′4″ v. d. (?), vede kolem něj Diabásová štola v úrovni 3. těžebního patra z Hlavní sběrné štoly k Jižnímu kříži, samotné dno lomu je v úrovni 2. těžebního patra
- Lom Jižní kříž (Ascalona, Kamzičí lom, Malý pustý lom), 49°57′8″ s. š., 14°10′5″ v. d. (?), vede k němu Diabásová štola v úrovni 3. těžebního patra z Hlavní sběrné štoly kolem Pustého lomu
- Červený lom, 49°57′16″ s. š., 14°9′56″ v. d. (?), severně od západního konce Hlavní sběrné štoly ve 3. těžebním patře.
- Černý lom (Lom u výjezdu), 49°57′15″ s. š., 14°9′54″ v. d. (?), severně od západního konce Hlavní sběrné štoly ve 3. těžebním patře.
- Rybízový lom (Lom specialistů, Šamoťák, Západní lom, Srnčí lom), 49°57′10″ s. š., 14°9′46″ v. d. (?), nejzápadnější lom, vede k němu Radiácká štola (zavalená) a Vlčí štola z Hlavní sběrné štoly ve 3. těžebním patře.

Oblíbenou ilegální výletní trasou býval průchod z Pustého lomu (sestup do Pustého lomu je možný za suchého počasí i bez horolezeckého vybavení), z něj tzv. Diabásovou štolou k hlavní štole a hlavní štolou (v úrovni třetího těžebního patra) přes Galerii ve stěně lomu Malá Amerika až k lomu Kanada (třetí těžební patro je zde v úrovni vápenky). Přibližně ve dvou třetinách cesty mezi Diabásovou štolou a Galerií odbočuje doleva Hagenova štola, v níž visí traverza spjatá s pověstmi o Hagenovi. Ještě v devadesátých letech 20. století bývaly oba konce této trasy přístupné, byť ilegálně, a štola hojně navštěvovaná.
Poměrně nejméně náročným dobrodružstvím je přístup z Modlitebny, skrz kterou vede volně přístupná stezka, Kamenskou štolou přes Liščí lom s možnou odbočkou do Liščí štoly.

### Přehled jezer
| jezero          | lom           | rozloha (ha) | délka (m) | šířka (m) | m.hl. (m) | objem (m³) | n.v. (m) |
| --------------- | ------------- | ------------ | --------- | --------- | --------- | ---------- | -------- |
| Velká Amerika   | Velká Amerika | —            | —         | —         | 13        | —          | 335      |
| Mexiko          | Mexiko        | —            | —         | —         | —         | —          | —        |
| Rešenské jezero | Malá Amerika  | —            | —         | —         | 13        | —          | 361      |
| Azurové jezero  | Kanada        | —            | —         | —         | —         | —          | —        |

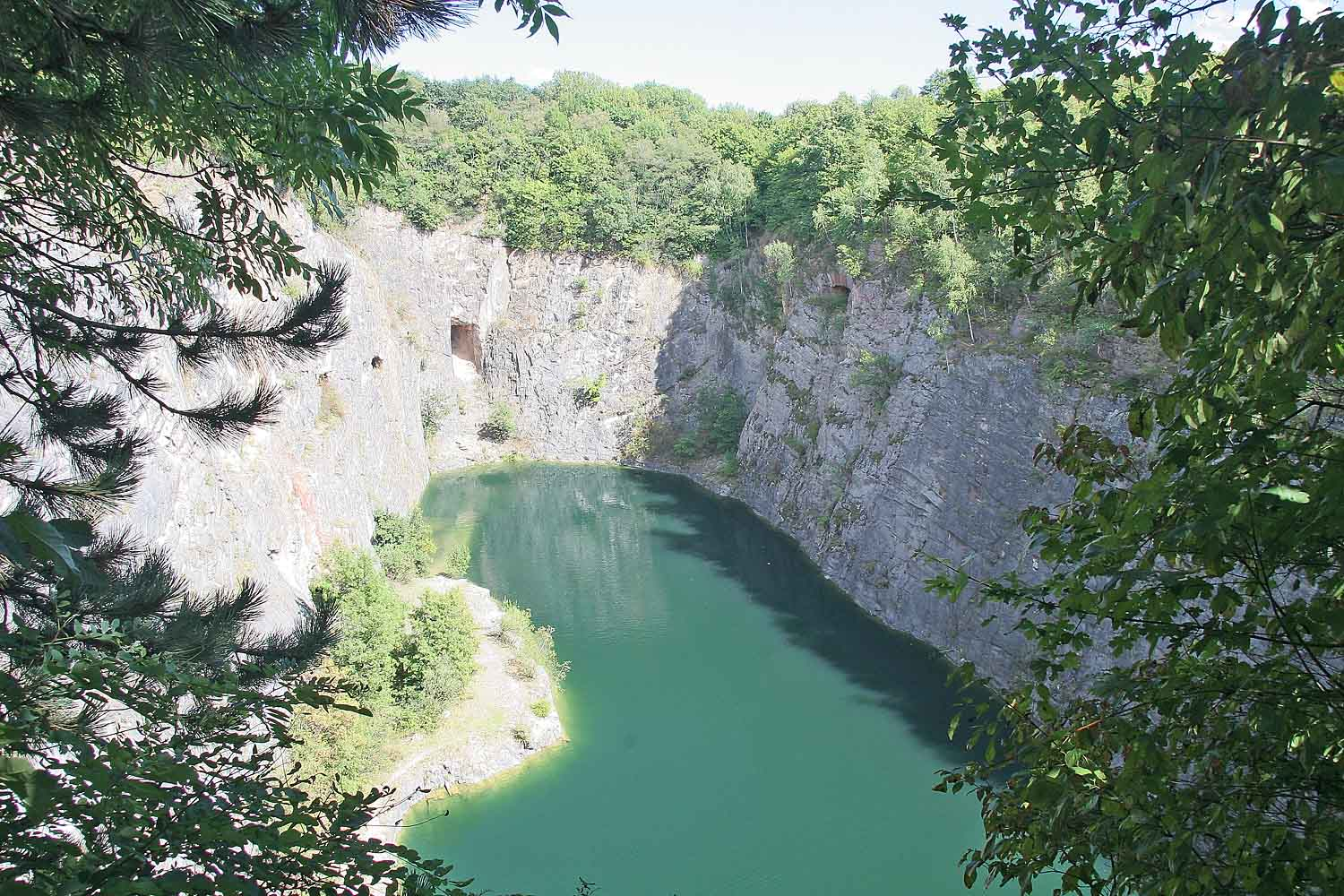
Malá Amerika
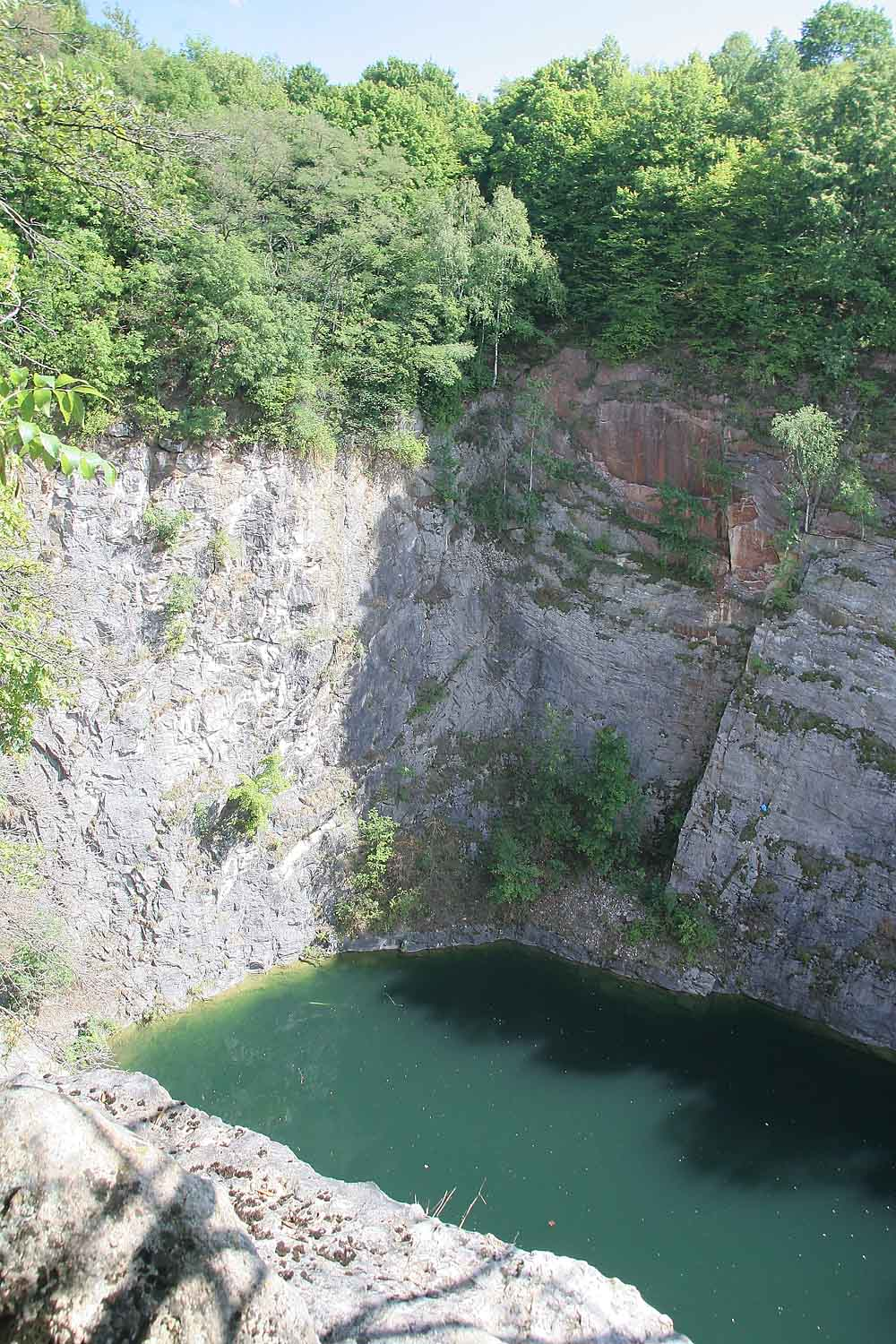
Malá Amerika

## Pověsti
K lomům Amerika se vztahuje řada moderních pověstí. Pro lokalitu charakteristické jsou zkazky o fantomovi podzemí Hansi Hagenovi, který je v nejčastějších podáních nacistickým vojákem, jenž se zde ukryl po skončení 2. světové války. Zcela neočekávaně se objevuje a během malé chvilky opět zmizí, občas v noci okrádá spící trampy o jídlo, vraždí a podobně. V jedné ze štol visí umístěna traverza a gong, kdo na ni třikrát zabouchá a zavolá „Hagene – vem si mě“, musí se na stejné místo do roka vrátit, jinak zemře.
Pověsti o Americe byly několikrát beletristicky zpracovány, převážně trampy a jeskyňáři. Nejvýznamnější beletrizací, která zpětně silně ovlivnila i živou látku, jsou „Pověsti Ameriky“ od Ladislava Lahody.

## Zajímavosti
- místo je poměrně často vyhledáváno filmaři (byl zde natáčen, mimo jiné, také český film Limonádový Joe, Malá mořská víla a další)
- nejvýznamnější zimoviště netopýrů ve středních Čechách
- oblast vhodná pro potápění
- paleontologická lokalita
- nacházela se zde také neoficiální nudistická pláž